# Manglisi
Manglisi (Georgisch: მანგლისი) is een plaats in het zuiden van Georgië met bijna 1.700 inwoners (2024), gelegen in de gemeente Tetritskaro (regio Kvemo Kartli). Manglisi is gesitueerd op 1.200 meter boven zeeniveau op een plateau boven de rivier Algeti en is de toegangspoort tot het nationaal park Algeti aan de voet van het Trialetigebergte. De plaats ligt op 18 kilometer van het gemeentelijk centrum Tetritskaro en circa 60 kilometer westelijk van hoofdstad Tbilisi. Manglisi stond bekend als een kuuroord, maar de locatie is tevens een van de vroegste centra van het christendom in Georgië, een geschiedenis die teruggaat naar de 4e eeuw. 

## Geschiedenis

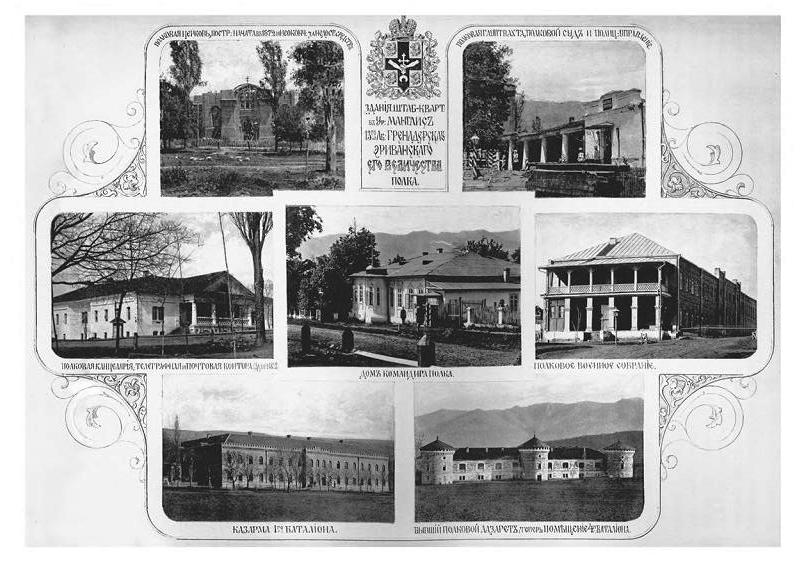
Russische militaire gebouwen 19e eeuw

Volgens de Georgische geschiedenis is Manglisi, samen met Mtscheta en Eroesjeti, een van de vroegste kerkelijke vestigingen in het Koninkrijk Iberië na de bekering in 337 van koning Mirian III tot het christendom. Manglisi werd in de 5e eeuw zetel van het gelijknamige bisdom onder Vachtang I.
Het bisdomgebied van Manglisi besloeg een groot deel van de Algeti-vallei. De kerk van Manglisi was ook een bedevaartsoord voor de naburige Armeniërs totdat de katholikos Abraham van Armenië de Georgiërs excommuniceerde na een kerkelijk schisma in 607 tussen de twee volkeren en zijn landgenoten opdroeg niet op bedevaart te gaan naar Mtscheta en Manglisi.
Aan het begin van de 11e eeuw werd de kathedraal van Manglisi, oorspronkelijk een kerk volgens het ontwerp van een Grieks kruis met vier apsis, ingrijpend verbouwd en gerenoveerd. In 1121 was het veld van Didgori, niet ver van Manglisi, het toneel van de grote overwinning van de Georgische koning David IV op de Seltsjoeken, ook wel bekend als de Slag van Didgori.
Na een reeks buitenlandse invasies, vooral na de campagnes van Timoer, raakte de vallei van Manglisi geleidelijk in verval. Eind 18e eeuw stond Manglisi geregistreerd als een van de leegste eparchieën van de Georgische kerk. De verlaten kathedraal overleefde echter de tand des tijds en de vele invasies.

### Russische kolonie

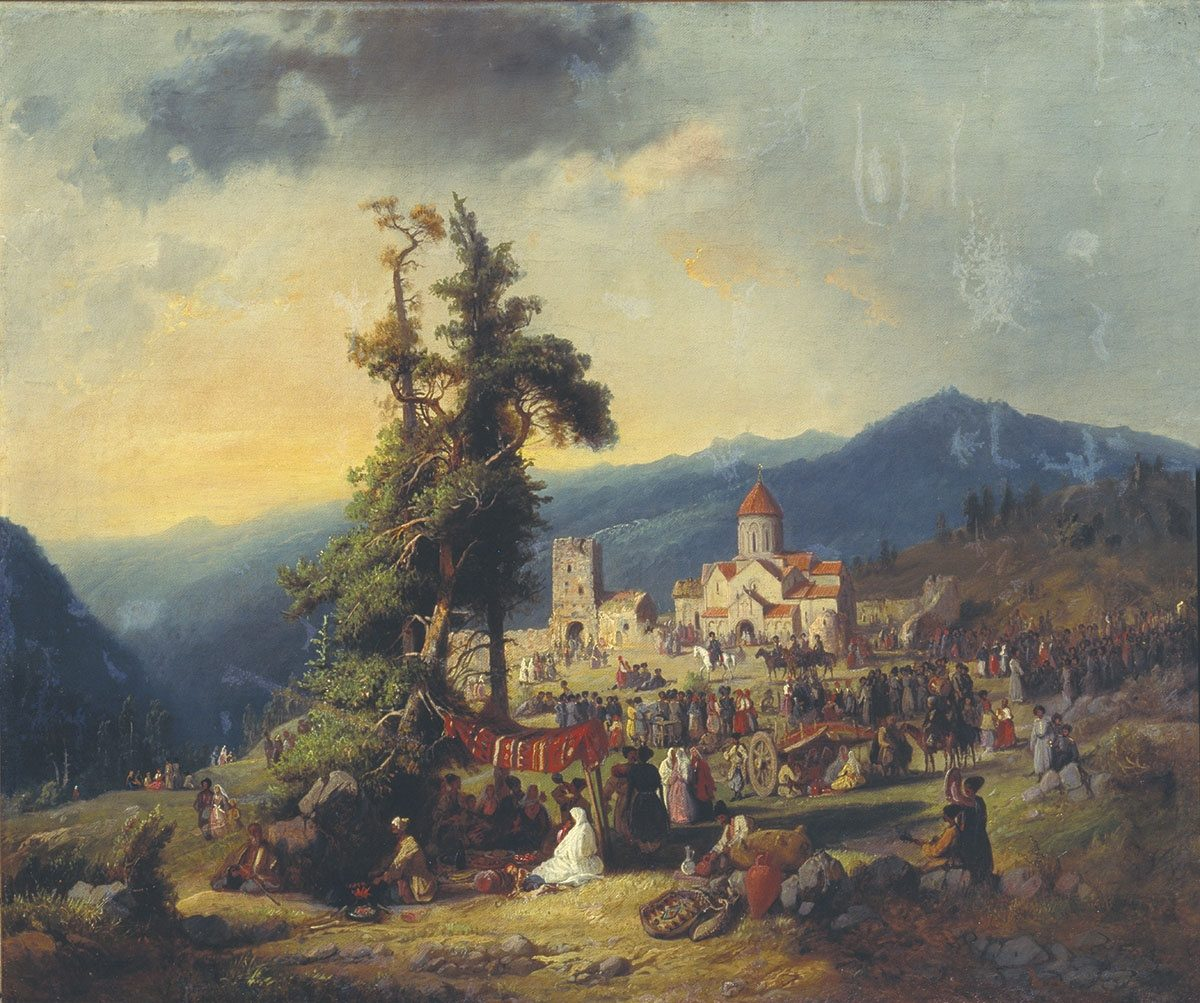
Religieus festival in Manglisi, ca 1871

Met de Russische overheersing in Georgië vanaf 1801 werd het ontvolkte dorp Manglisi (Russisch: Манглис, Manglis) in 1823 door generaal Aleksej Jermolov gekozen als hoofdkwartier van een van de regimenten onder zijn bevel. Tegen de jaren 1850 was Manglisi een relatief goed georganiseerde Russische kolonie, en de oude kathedraal werd tussen 1851 en 1857 gerestaureerd.
De bevolking had in de 19e eeuw een grote Slavische meerderheid en was in 1892 tot 3.000 inwoners gegroeid. Aan het eind van de 19e eeuw kreeg Manglisi de status van kuuroord, en bezochten inwoners van Tiflis (Tbilisi) de plaats voor verkoeling.

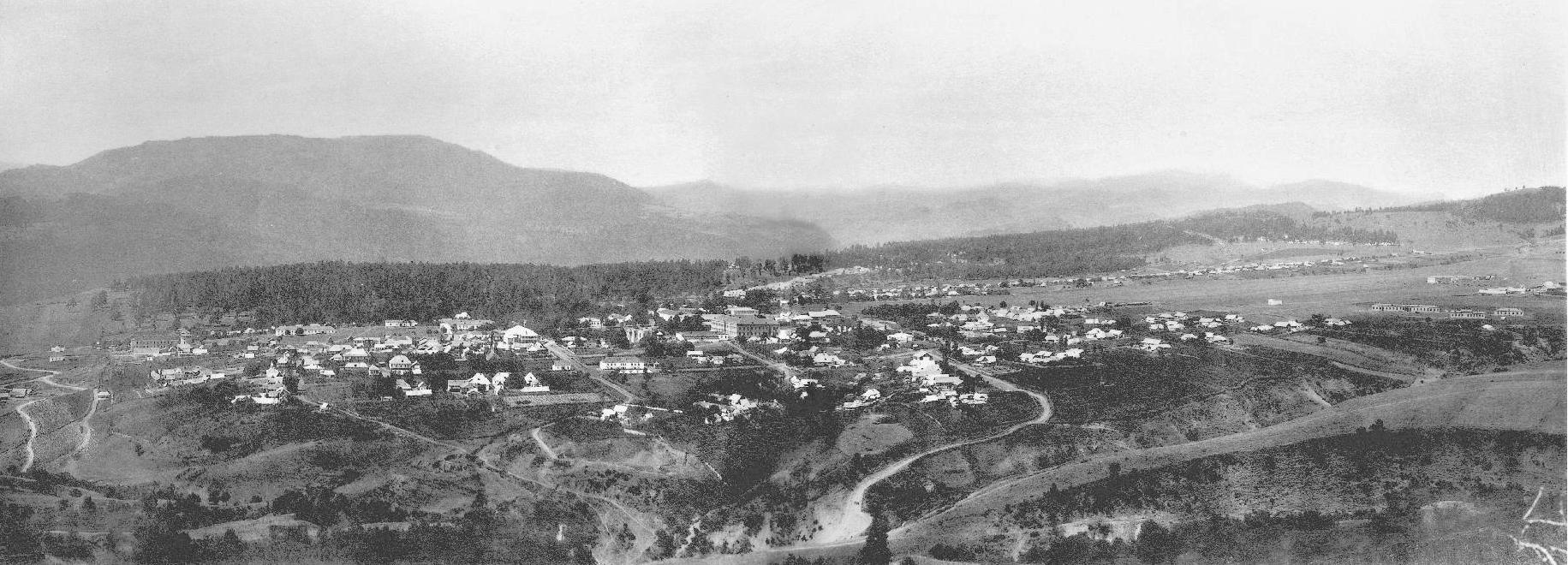
Manglisi in 1891

Tijdens de Sovjetperiode bleef Manglisi functioneren als een kuuroord en de sanatoria hielpen mensen met aandoeningen van de luchtwegen. In 1924 werd er korte tijd door de staatsluchtvaartmaatschappij Zakavia tussen Tiflis en Manglisi gevlogen ten behoeve van het lokale toerisme. Op 29 augustus 1924 werden de kazernes van het Rode Leger in Manglisi overvallen door anti-Sovjet-opstandelingen onder leiding van Kakoetsa Tsjolokasjvili, maar dit was uiteindelijk zonder succes. In 1926 kreeg de Manglisi de status van nederzetting met stedelijk karakter (daba).

## Demografie
Begin 2024 telde de Manglisi 1.684 inwoners, een stijging van ruim 17% ten opzichte van de volkstelling van 2014. De bevolking van Manglisi bestond in 2014 in meerderheid uit Georgiërs (88,3%), gevolgd door Armeniërs (4,8%), Russen (4,0), en enkele tientallen Pontische Grieken (1,4%).
| Aantal                                                                  | - | 2.883 | 3.528 | 4.333 | 3.757 | 3.797 | 4.013 | 2.752 | 1.441 | 1.698 | 1.684 |
| Verantwoording data: Bevolkingsstatistiek Georgië 1870 tot heden. Noot: |   |       |       |       |       |       |       |       |       |       |       |

## Bezienswaardigheden
- De lokale kathedraal
- Nationaal park Algeti. Een bosrijk beschermd natuurgebied op de zuidelijke hellingen van het Trialetigebergte. De ingang is vlak bij de kathedraal van Manglisi
- Kldekari. Ruïnes van een oorspronkelijk 9e-eeuws fort op de gelijknamige hoge rots vanwaar een weids uitzicht over het nationaal park en de hoogvlaktes is.

## Vervoer
De belangrijkste doorgaande weg langs Manglisi is de nationale route Sh36, Tbilisi - Manglisi. Net ten zuiden van Manglisi, bij Algeti, passeert de belangrijke verbinding door Kvemo Kartli, de nationale route Sh31naar Tsalka en Ninotsminda.

## Foto's

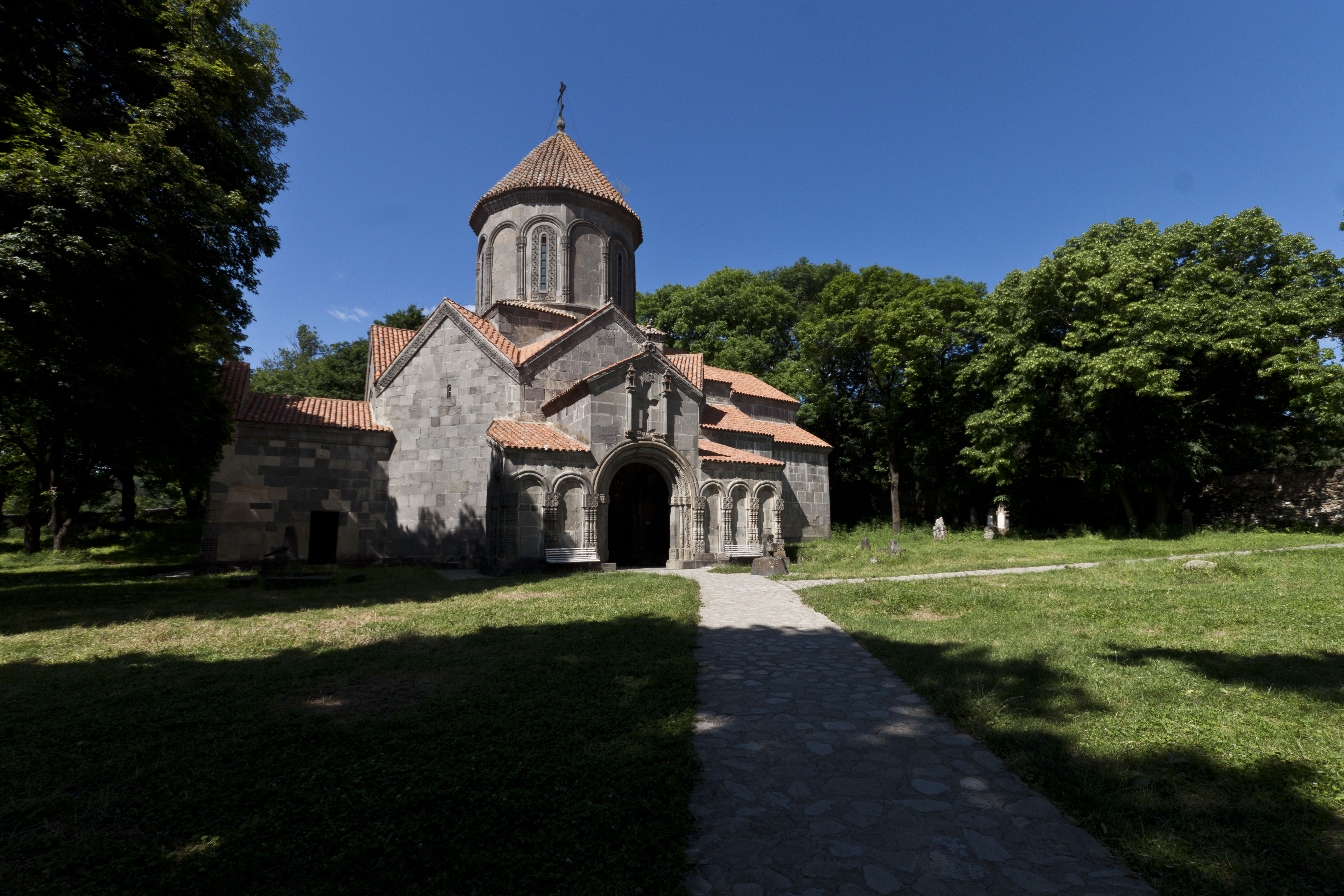
Kathedraal in Manglisi
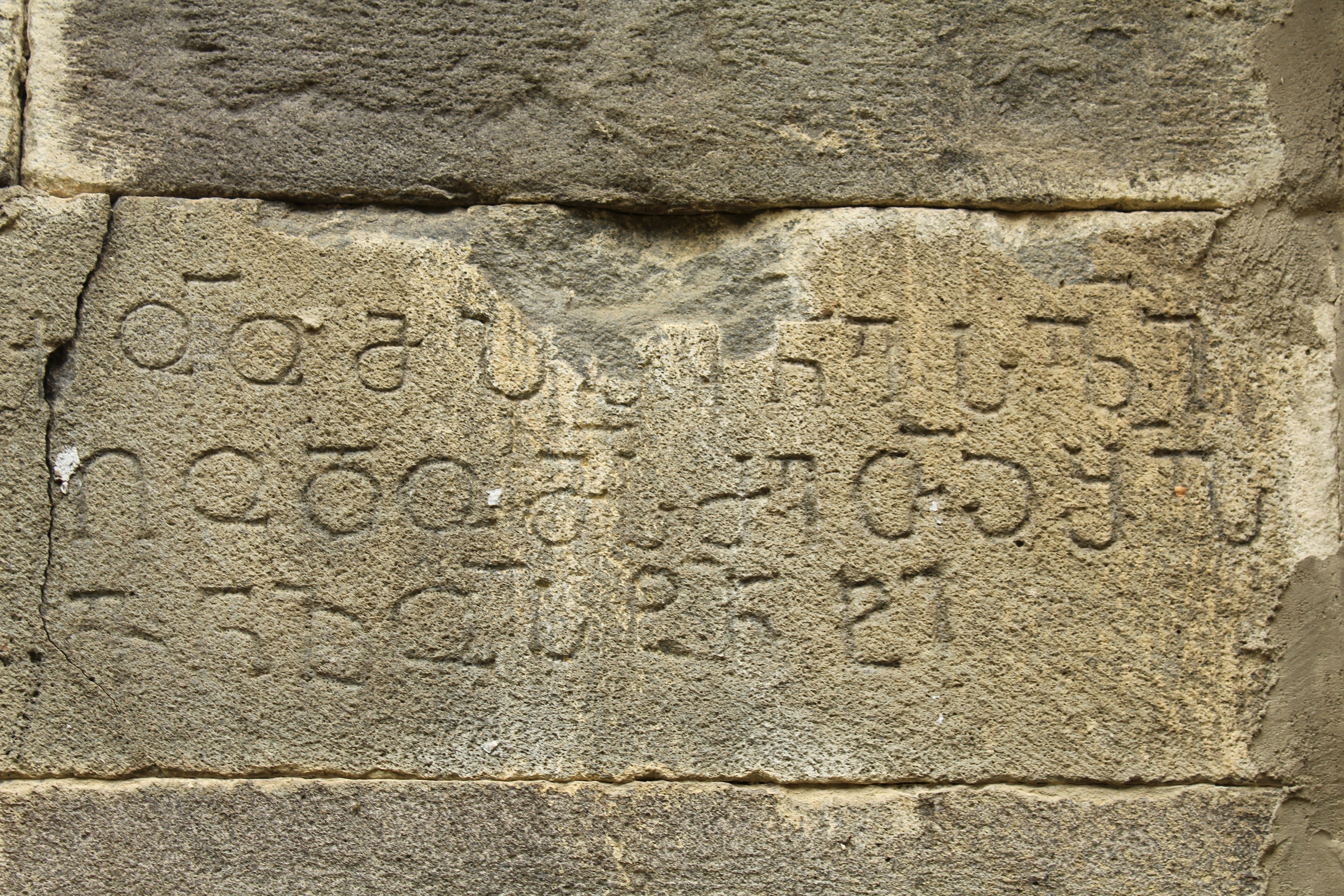
Oud-Georgische inscripties op kathedraal
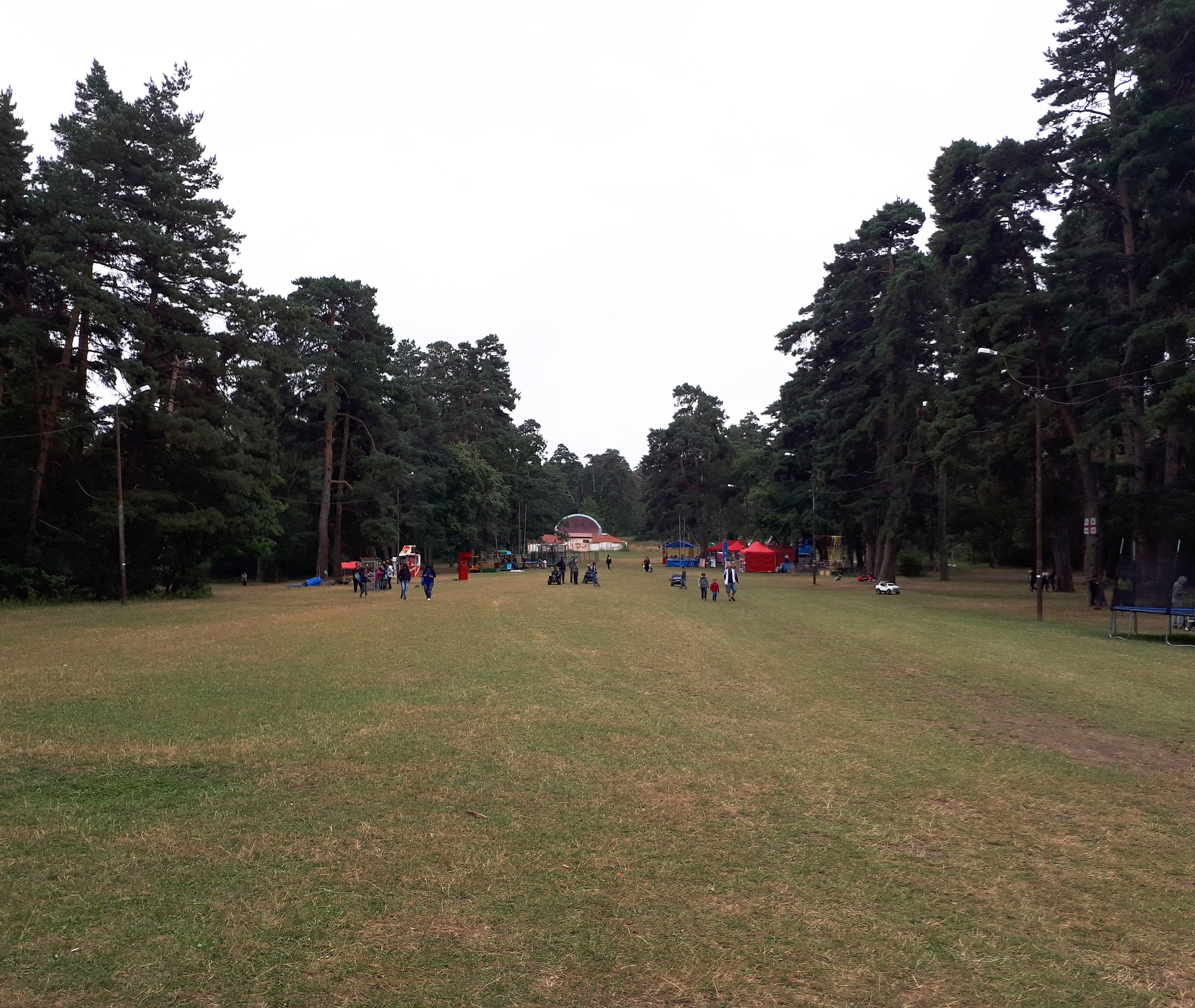
Centrale park in Manglisi
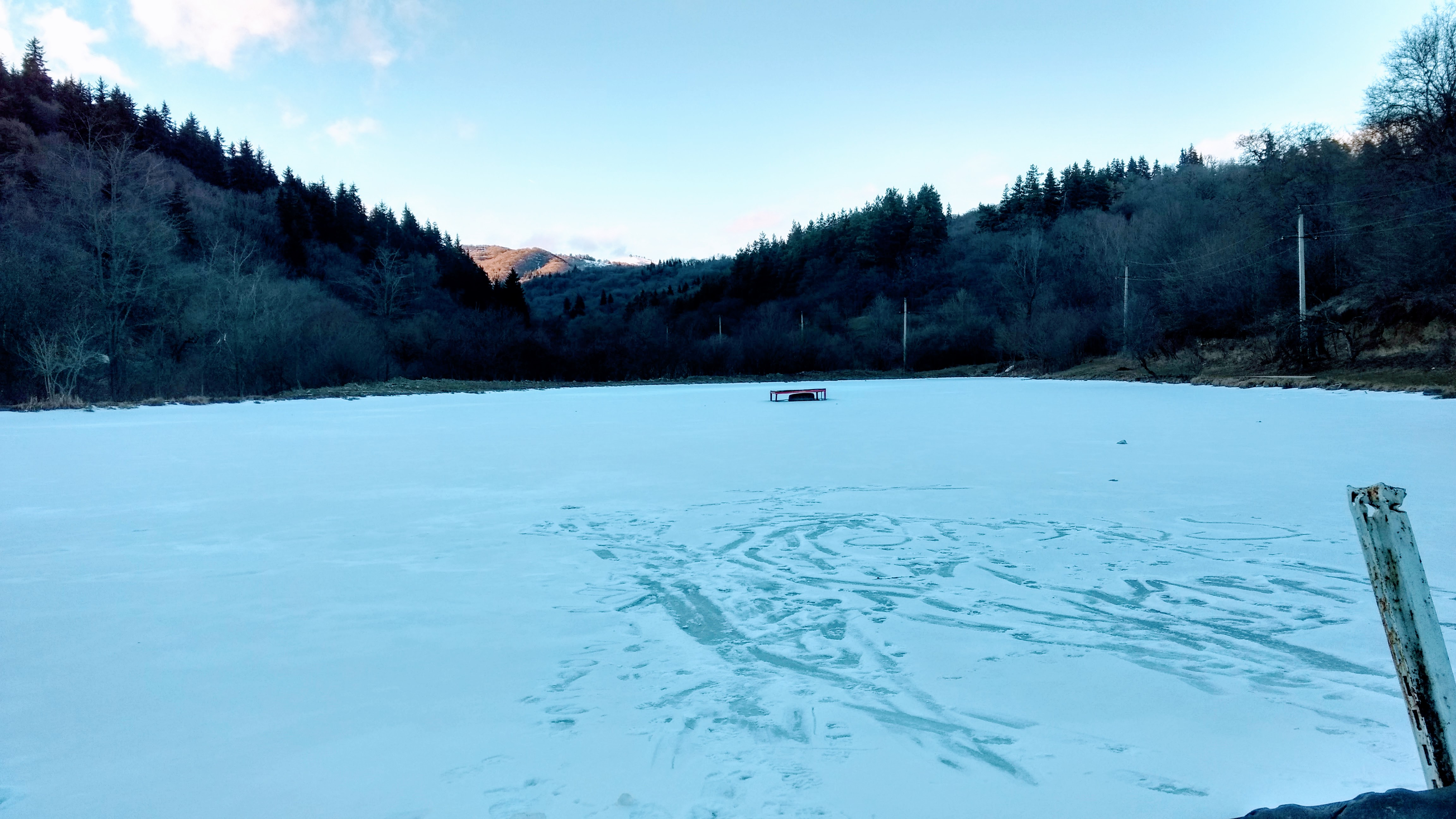
Bevroren Boeratinomeer bij Manglisi